# Friedrich August Peter von Colomb
Friedrich August Peter von Colomb (19 de junio de 1775 - 12 de noviembre de 1854) fue un general prusiano.

## Biografía
Colomb nació en Aurich, Frisia Oriental como hijo del funcionario público prusiano de alto rango (Geheimer Ober-Finanzrat und Kammerpräsidenten von Aurich) Pierre Colomb (1719-1797; después de 1786 Peter von Colomb). Su hermano Ludwig Christoph von Colomb (1768-1831) era el Presidente Real Prusiano de Breslau, y su hermana Amalie (1772-1850) se casó con Gebhard Leberecht von Blücher en 1795.

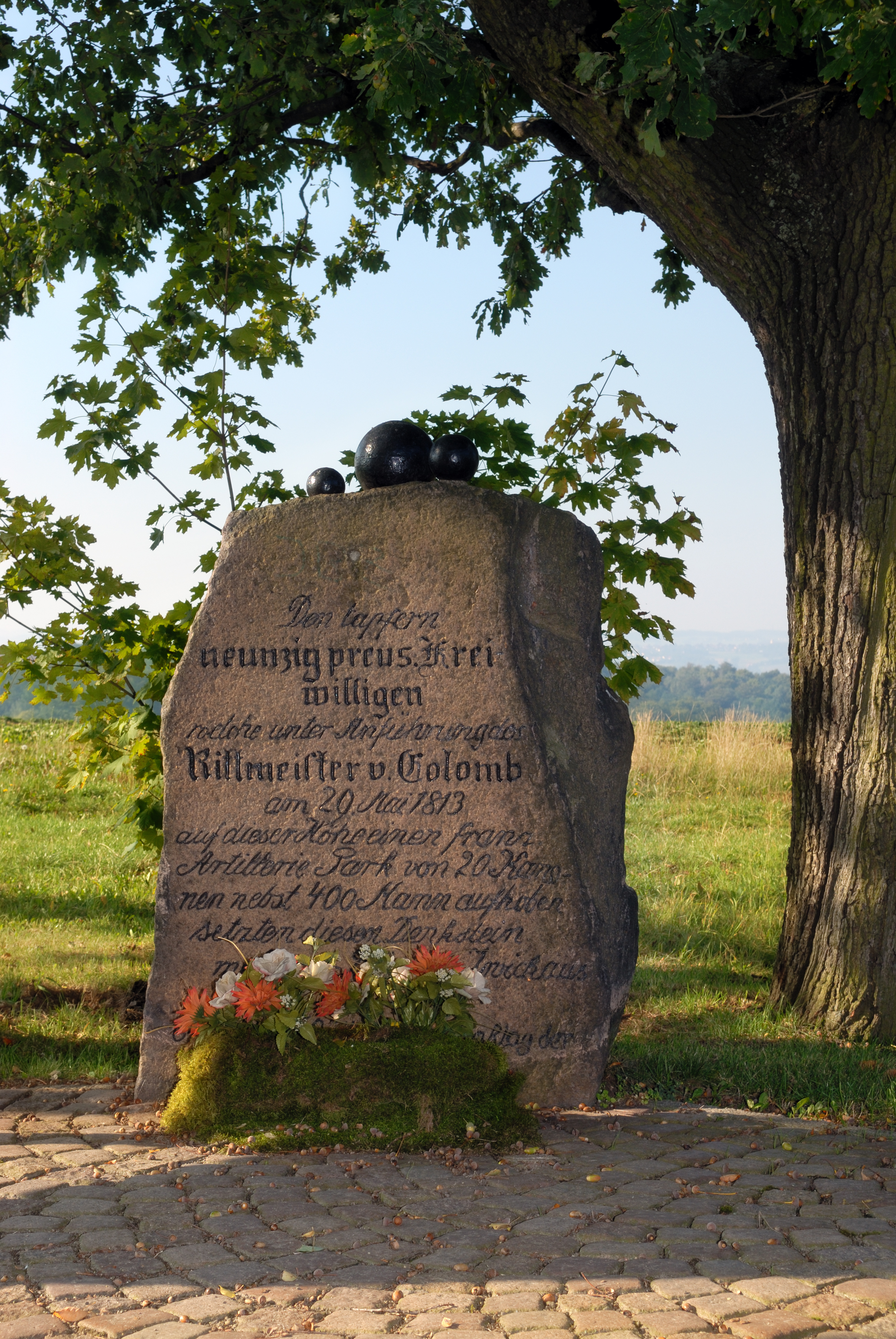
Monumento a Colomb cerca de Zwickau.

Colomb se unió al Regimiento de Húsares von Zieten  en Berlín en 1792 y se convirtió en teniente segundo del regimiento de húsares del rey von Rudorff en 1797. Tomó parte en las guerras napoleónicas de 1806 bajo el mando de Blücher en Turingia y en la defensa de Lübeck. Colomb fue promovido a Rittmeister en 1811 y luchó contra las tropas francesas en 1813/14. El 20 de mayo de 1813 comandó una unidad de 90 voluntarios que logró conquistar 20 cañones franceses y tomar 400 prisioneros cerca de Zwickau. Un memorial recuerda este evento hasta día de hoy.
En 1815 se convirtió en Teniente Coronel y en comandante oficial del 8.º Regimiento de Húsares "Kaiser Nicolás II de Rusia" y fue promovido a Coronel en 1818. El 20 de octubre de 1823 se unió la Departamento de Guerra Prusiano y se hizo comandante de la 12.ª Brigada de Caballería en Neiße, ahora como Mayor General. En 1838 Colomb se hizo comandante militar de Colonia, en 1839 Teniente General, en 1841 comandante militar de Berlín y jefe de los Gendarmes prusianos. En 1843 se convirtió en comandante general del V Cuerpo de Ejército en Posen.

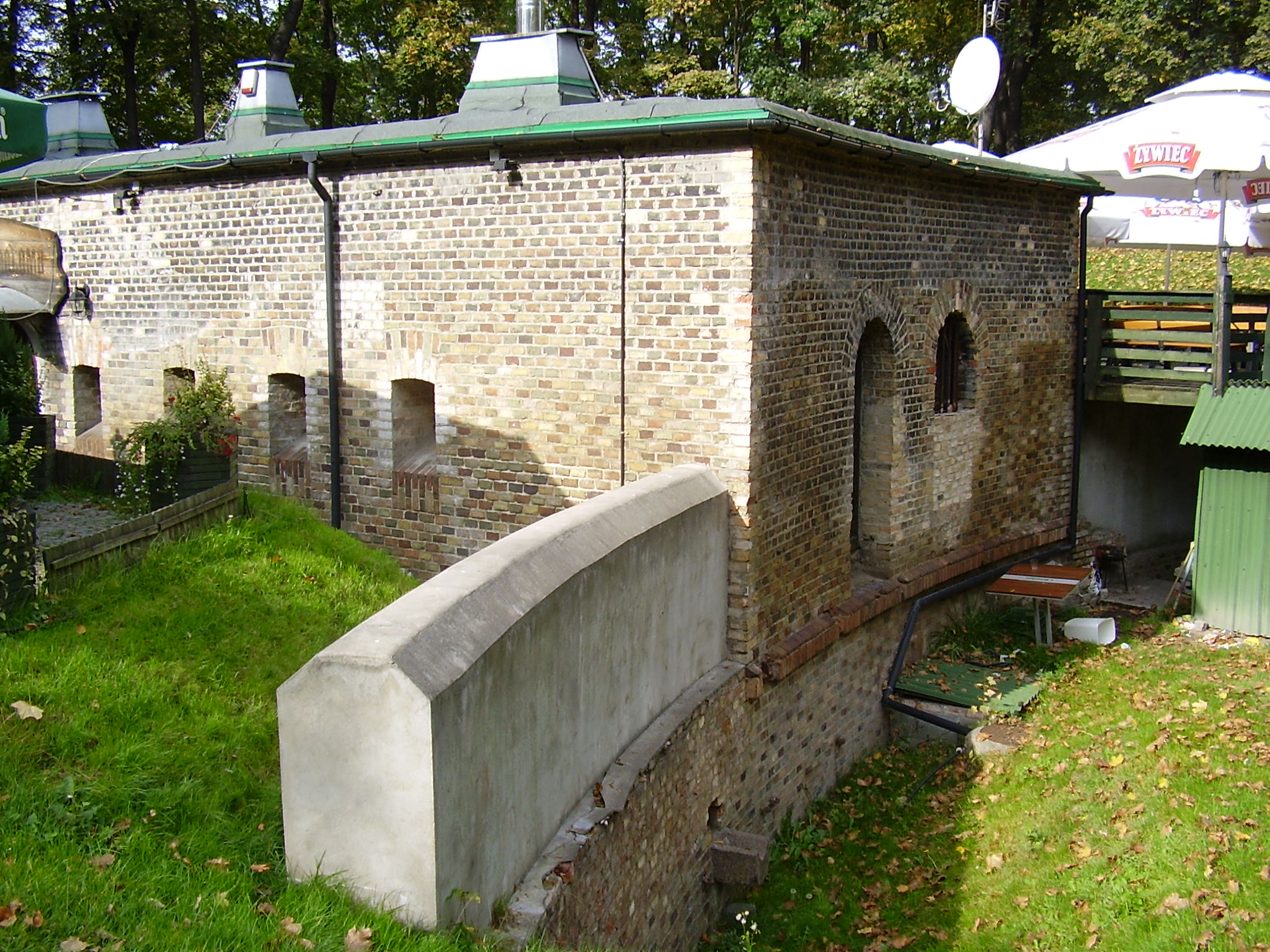
Fuerte Colomb, parte de la Fortificación de Posen.

Colomb comandó las fuerzas prusianas a lo largo del levantamiento de la Gran Polonia (1848) y se retiró el 7 de julio de 1849 con el ascenso a General de Caballería. El "Bastión Colomb", parte de la Fortificación de Posen fue nombrado en su honor. Murió el 12 de noviembre de 1854 en Königsberg, donde vivía desde su retiro.
Colomb se casó con Wilhelmine Luise Stosch (1784-1822) en 1808 y con Maria Henriette Stosch (1791-1857) en 1824. Tuvo 4 hijos varones (los futuros generales prusianos Enno y Otto Gebhard von Colomb) y una hija con Wilhelmine y dos hijos varones con Maria (el futuro general prusiano Karl Ernst Georg von Colomb).